# Nicholas Eden
Nicholas Eden (3 października 1930 – 17 sierpnia 1985) – brytyjski polityk, syn premiera Wielkiej Brytanii Anthony'ego Edena i jego pierwszej żony Beatrice Beckett, córki Williama Becketta, 1. baroneta. Miał starszego brata Simona, który zginął w 1945 r. podczas walk w Birmie.
Wykształcenie odebrał w Eton College. Kiedy w 1961 r. jego ojciec został mianowany hrabią Avon, Nicholas otrzymał tytuł wicehrabiego Eden. Po śmierci ojca w 1977 r. został 2. hrabią Avon i zasiadł w Izbie Lordów. W polityce był związany z Partią Konserwatywną. W rządzie Margaret Thatcher sprawował od 1983 r. funkcję podsekretarza stanu w ministerstwie środowiska.
Zmarł na AIDS w wieku 54 lat. Nigdy się nie ożenił i nie pozostawił potomstwa. Wraz z jego śmiercią wygasł tytuł hrabiego Avon.